# Arrondissement Digne-les-Bains
Digne-les-Bains is een arrondissement van het Franse departement Alpes-de-Haute-Provence in de regio Provence-Alpes-Côte d'Azur. De onderprefectuur is Digne-les-Bains.

## Kantons
Het arrondissement is samengesteld uit de volgende kantons:
- Kanton Barrême
- Kanton Digne-les-Bains-Est
- Kanton Digne-les-Bains-Ouest
- Kanton La Javie
- Kanton Les Mées
- Kanton Mézel
- Kanton Moustiers-Sainte-Marie
- Kanton Riez
- Kanton Seyne
- Kanton Valensole

Na de herindeling van de kantons bij decreet van 24 februari 2014, met uitwerking op 22 maart 2015 en de wijziging van de arrondissementsgrenzen op 1 januari 2017, omvat het arrondissement volgende kantons:
- Kanton Digne-les-Bains-1
- Kanton Digne-les-Bains-2
- Kanton Oraison  ( deel )   ( 2/3 )
- Kanton Riez
- Kanton Seyne  ( deel )  ( 14/34 )
- Kanton Valensole